# Peggy Gou
Kim Min-ji (Incheon, 3 juli 1991), beter bekend onder haar artiestennaam Peggy Gou, is een Zuid-Koreaans dj, singer-songwriter en muziekproducent gevestigd in Berlijn. In 2023 brak ze internationaal door met de single (It Goes Like) Nanana, waarmee ze in meerdere landen een nummer 1-hit scoorde.
Gou heeft zeven ep's uitgebracht op meerdere labels, waaronder Ninja Tune en Phonica. In 2019 lanceerde ze haar eigen label Gudu Records en bracht ze een eigen DJ-Kicks-compilatie uit onder het label Studio !K7. Op 7 juni 2024 bracht Gou haar debuutalbum I Hear You onder het label XL uit.

## Biografie

### Jeugd
Kim werd geboren op 3 juli 1991 in Incheon in Zuid-Korea. Haar vader, Kim Chang-yong, een voormalig journalist, is professor massacommunicatie op de Universiteit van Inje en vaste commissaris van de Koreaanse communicatiecommissie.
Op achtjarig leeftijd begon Kim met klassieke pianolessen te nemen. Zes jaar later ging ze via haar ouders naar Londen, Engeland. Kim keerde op achttienjarige leeftijd terug naar Zuid-Korea, maar zes maanden later keerde ze terug naar Londen om mode te gaan studeren aan de London College of Fashion. Na deze studie succesvol te hebben afgerond, werkte Kim als correspondentieredacteur voor het tijdschrift Harper's Bazaar Korea. Hierna verhuisde ze naar Berlijn in Duitsland.

### Carrière
Gou leerde in 2009 het werk van diskjockey door een vriend uit Zuid-Korea. Haar eerste optreden was in Cirque Le Soir in de Londense wijk Soho. Later trad Gou wekelijks op in The Book Club in East Londen. In 2013 leerde ze Albeton Live toe te passen en haar eigen nummers te schrijven. Haar eerste nummer Hungboo realiseerde Gou in 2014. Deze was vernoemd naar een Koreaans sprookje. Ze speelde het nummer voor het eerst tijdens de openingsshow van de Style Icon Awards, met meermaals winnende acteur in een visuele video.
Gou bracht in 2016 voor het eerst een single uit onder het Radio Slavel's label Rekids onder de naam The Art of War Part 1, een remix van Galcher Lustwerk. Hierna bracht ze vier Ep's uit, met daarop de nummers Seek for Maktoop en "It Makes You Forget (Itgehane)". Het nummer Maktoop is vernoemd naar het Arabische word "maktoob". In 2018 en april 2019 bracht Gou de Ep's Once en Moment uit. Once was Gou's eerste plaat die uitgebracht werd op een recordlabel.

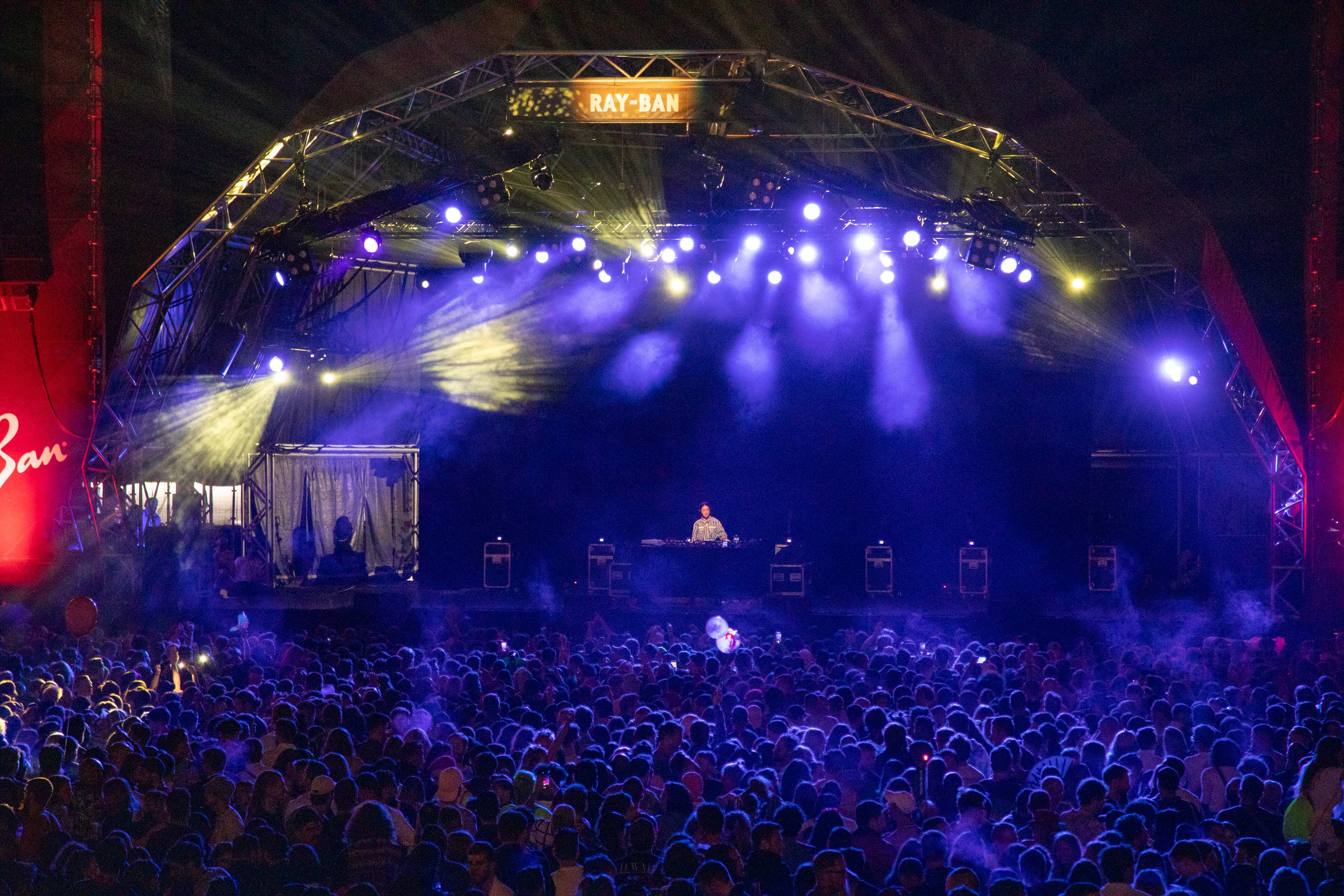
Peggy Gou treedt op tijdens het Primavera Sound-festival in 2019

Gou begon in 2017 aan een Noord-Amerikaanse tour en haar Boiler Room debuut in New York. Ze was de eerste Koreaanse dj die optrad in de Berlijnse nachtclub Berghain. Gou trad meer dan honderd keer op, waaronder sessies met Moodymann, The Blessed Madonna en DJ Koze. Daarnaast trad ze wereldwijd op verschillende festivals op, waaronder Coachella, Glastonbury, Sonus in Kroatië, Dekmantel in Amsterdam, Printworks in Londen, Ibiza, Amsterdam Dance Event, Primavera Sound in Portugal, Sónar in Barcelona, evenals de Off-White fashion show van Virgil Abloh. In een interview met Vice stelde Gou dat ze geen politieke standpunten inneemt en voor mensen die haar muziek willen horen.
In 2018 bracht Gou nieuwe muziek uit onder de recordlabels Ninja Tune en Phonica in 2018. In hetzelfde jaar won Gou's nummer It Makes You Forget (Itgehane) een AIM Independent Music Award voor beste nummer. Ook stond ditzelfde nummer op de playlist van FIFA 19.
Door het tijdschrift Forbes werd Gou opgenomen in een lijst van meest invloedrijke Aziatische leiders, pioniers en ondernemers onder de dertig.  Ze lanceerde haar eigen fashionlabel Kirin (Koreeans voor giraffe), gesteuns door Virgil Abloh, onder New Guards Group in februari, gevolgd door haar onafhankelijke recordlabel Gudu Records (schoenen in het Koreaans) in maart. Gou richtte het recordlabel op om startende artiesten meer kansen en een betere behandeling te geven in het begin van haar carrière. Hierna bracht ze DJ-Kicks: Peggy Gou, de 69ste versie van !K7's DJ-Kicks mix compilatie uit in juni. Het album was Gou's eerste notering in de Billboard charts door de negende plaats in de Dance/Electronic hitlijst te behalen, waarmee het de tweede compilatie was in de top tien van deze lijst na Moodymann. In juli van hetzelfde jaar bracht Gou haar allereerste muziekvideo uit voor het nummer Starry Night, exclusief te beluisteren op Apple Music. Deze muziekvideo werd geregisseerd door Jonas Lindstroem en met Yoo Ah-in in de hoofdrol, die bekend werd door zijn rol in Beoning. De muziekvideo werd uitgebracht op YouTube in september 2019.
Gou voegde zich in december 2020 samen met 21 andere electronic artiesten bij Apple Music's New Year's Eve DJ Mixes. In juni 2021 bracht ze haar zevende single "Nabi" uit, een samenwerking met  Oh Hyuk uit de Koreaanse indierockband Hyukoh, gevolgd door een ode aan haar tienerjaren met de single I Go. Voor Gou was dit een nieuwe verbeelding van de geluiden waarmee ze opgroeide.
In juni 2023 volgde Gou's grote doorbraak met de single "(It Goes Like) Nanana" onder het recordlabel XL Recordings, dat een sample bevatte van André Tanneberger's single "9 PM (Till I Come)" uit 1998. (It Goes Like) Nanana was de leadsingle van haar debuutalbum I Hear You, die werd uitgebracht op 7 juni 2024. De single werd een grote zomerhit in 2023 en haalde de hitlijsten van diverse landen. In de Nederlandse Top 40 behaalde het nummer de eerste plaats, waarop het vijf weken te vinden was.
In november 2023 kwam Gou met de tweede single van het album getiteld I Believe in Love Again, een samenwerking met Lenny Kravitz. In april 2024 bracht Gou met de single "1+1=11" een nieuw zomernummer uit.

## Discografie

### Albums
| Jaar | Titel      |
| ---- | ---------- |
| 2024 | I Hear You |

### DJ Mix
| Jaar | Titel               |
| ---- | ------------------- |
| 2019 | DJ-Kicks: Peggy Gou |

### EP's
| Jaar | Titel                |
| ---- | -------------------- |
| 2016 | Art of War           |
| 2016 | Art of War (Part II) |
| 2016 | Seek for Maktoop     |
| 2018 | Once                 |
| 2019 | Moment               |

### Singles
| Jaar | Titel                                       |
| ---- | ------------------------------------------- |
| 2016 | Day Without Yesterday" / "Six O Six         |
| 2018 | It Makes You Forget (Itgehane)              |
| 2018 | Traveling Without Arriving                  |
| 2019 | Starry Night                                |
| 2021 | Nabi (met Oh Hyuk)                          |
| 2021 | I Go                                        |
| 2023 | (It Goes Like) Nanana                       |
| 2023 | I Believe in Love Again (met Lenny Kravitz) |
| 2024 | 1+1=11                                      |
| 2024 | Lobster Telephone                           |
| 2024 | Find the Way                                |

## Prijzen en nominaties
| Jaar | Prijs                            | Single                  | Categorie                         | Uitslag     |
| ---- | -------------------------------- | ----------------------- | --------------------------------- | ----------- |
| 2019 | UK Music Video Awards            | Starry Night            | Beste kleurcorrectie in een video | Genomineerd |
| 2019 | International Dance Music Awards | It Makes You Forget     | Beste elektronische nummer        | Genomineerd |
| 2020 | International Dance Music Awards | Starry Night            | Beste elektronische nummer        | Genomineerd |
| 2023 | Music Week Awards                | Magnum #ClassicsRemixed | muziek & sponsor                  | Genomineerd |
| 2024 | BBC Sound of...                  | Zichzelf                | Geluid van 2024                   | Gewonnen    |

### DJ MagazineTop 100 DJs
| Jaar | Positie | Notitie | Ref    |
| ---- | ------- | ------- | ------ |
| 2019 | 80      | Debuut  | [ 44 ] |
| 2020 | 69      | +11     | [ 44 ] |
| 2021 | 38      | +31     | [ 44 ] |
| 2022 | 24      | +14     | [ 44 ] |
| 2023 | 9       | +15     | [ 44 ] |
| 2024 | 10      | -1      | [ 44 ] |